# Gary Hill (cestista)
Gary Weir Hill (Rocky, 7 ottobre 1941 – 17 gennaio 2009) è stato un cestista statunitense, professionista nella NBA.

## Carriera
Venne selezionato dai San Francisco Warriors al secondo giro del Draft NBA 1963 (11ª scelta assoluta).